# Jacques Brosse
Pour les articles homonymes, voir Brosse.
Jacques Brosse, né le 21 août 1922 à Paris et mort le 3 janvier 2008 à Sarlat,, est un naturaliste, historien des religions et philosophe français. Il fut ordonné moine bouddhiste dans la tradition zen et a écrit plusieurs ouvrages sur le sujet.

## Biographie
Quatrième enfant d'une famille de cinq, Jacques Brosse est le plus jeune des fils. Il fait des études de droit et suit les cours du philosophe Jean Wahl. En 1953, il devient rédacteur en chef d'encyclopédies et de collections des éditions Robert Laffont.
En 1955, il épouse la romancière Simonne Jacquemard. Il s'installe dans une ancienne forge normande de l'Eure, et crée une sorte de refuge pour animaux. Il sera pionnier de l'écologie, avec une vision holistique de la nature et une passion pour les arbres.
Après le choc de mai 1968, il part pour l'Inde à la découverte du yoga.
Pratiquant le bouddhisme zen Sôtô, il est ordonné moine par Taisen Deshimaru en 1975, dont il est l'un des héritiers avec notamment Roland Rech. Après la mort de Deshimaru, en 1982, il devient à son tour enseignant et maître, fondant en 1996 l'association zen Dôshin. Il a dirigé plusieurs périodes de pratique de zazen lors de sesshin.
Il a été membre du jury du prix Alexandra-David-Néel/Lama-Yongden.

### Prix
- 1959 : Prix Paul-Flat de l’Académie française pour L’Ordre des choses
- 1984 : Prix Feydeau-de-Brou de l’Académie française pour Les Tours du monde des explorateurs. Les grands voyages maritimes 1764-1843
- 1987 : Grand prix de littérature de l'Académie française pour l'ensemble de son œuvre traduite en dix langues[8]

## Publications
- Itinéraire d'un naturaliste zen : retour à l'origine, Pocket coll. « Terre humaine poche », 2012
- Pourquoi naissons-nous ?, Albin Michel, 2007
- Pratique du zen vivant, Albin Michel, 2005
- L'Univers du zen, Albin Michel, 2003
- Dictionnaire des arbres de France, histoire et légendes, Bartillat, 2002
- Les Maîtres zen, Albin Michel, 2001
- Larousse des arbres et des arbustes[9], préface de Jean-Marie Pelt, Paris, Larousse, 2000  (ISBN 2-03-514302-0)
- L'Aventure des forêts en Occident, JC Lattès, 2000
- Zen et Occident, Albin Michel, 1999
- Les Plantes potagères, Bibliothèque de l'Image, 1999
- Autobiographie d'un enfant, José Corti, 1999
- Maître Dôgen, moine zen, philosophe et poète, Albin Michel, 1998 ; Albin Michel, 2009
- L'Arbre et l'Éveil, entretiens avec Jean Biès, Albin Michel, 1997
- Histoire de la chrétienté d'Orient et d'Occident, Albin Michel, 1995
- Le Chant du loriot ou l'éternel instant, Plon, 1990  (ISBN 2-259-02363-0)[10]
- Les Maîtres spirituels, Bordas, 1989 ; Albin Michel, 2005
- Mythologie des arbres, Plon, 1989 ; Payot-Rivages, 1993, 2001
- Les Grandes Personnes, Robert Laffont, 1988
- Les Arbres de France. Histoire et légendes, Plon, 1987 ; 2e édition sous le titre Dictionnaire des arbres de France, histoire et légendes, Bartillat, 2002
- Terres promises, Julliard, 1985
- Les Tours du monde des explorateurs. Les grands voyages maritimes, 1764-1843, préface de Fernand Braudel, Bordas, 1983 ; nouvelle présentation[11], Larousse, 1999
- La Découverte de la Chine, Bordas, 1981
- La Magie des plantes, Hachette, 1979 ; 2e édition augmentée, Albin Michel, 1990 ; nouvelle édition, Albin Michel, 2005
- Arbustes, arbrisseaux et lianes d'Europe occidentale, Bordas, 1979
- Alexandra David-Néel. L'aventure et la spiritualité, Retz, 1978 ; 2e édition sous le titre Alexandra David-Neel, Albin Michel, 1991
- Arbres d'Europe occidentale, Bordas, 1977
- Satori, ou un début en zazen, Robert Laffont, 1976 ; 2e édition complétée, sous le titre Satori, dix ans d'expérience avec un maître zen, Albin Michel, 1984
- L'Homme dans les bois, Stock, 1976  (ISBN 2-234-00571-X)[12]
- Mahabalipuram, tout le monde descend, Fayard, 1973
- Hitler avant Hitler, essai d'interprétation psychanalytique, Fayard, 1972
- Cocteau, coll. « Pour une bibliothèque idéale », Gallimard, 1970
- L'Expérience du rêve, Grasset, 1969
- L'Insecte, Delpire, 1968
- Cinq méditations sur le corps, Stock, 1967
- Le Génie adolescent, avec Yves Fauvel, Stock, 1966
- Inventaire des sens, Grasset, 1965
- L'Arbre, Delpire, 1962
- Exhumations, Plon, 1962
- L'Éphémère, Plon, 1960
- L'Ordre des choses, préface de Gaston Bachelard, Plon, 1958 ; 2e édition, Julliard, 1986